# Радујевац (Неготин)
Радујевац је насеље у Србији у општини Неготин у Борском округу. Према попису из 2022. у насељу је било 735 становника (према попису из 2011. било је 1211 становника, према попису из 2002. било је 1540 становника а према попису из 1991. било је 2715 становника).

## Положај села
Радујевац је ратарско сеоско насеље збијеног типа удаљено 13 километра североисточно од Неготина. Смештено је на просечно 40 метара надморске висине, на десној обали Дунава. Северна географска ширина насеља је од 44° 16’ 05”, источна географска дужина 22° 40’ 05”, а површина атара 2.697 хектара. Од Неготина се до овог насеља може стићи директним асфалтним путем.

## Историја
Остаци старина у атару насеља упућују на ранију насељеност (зидине старог утврђења, локалитети Селиште, Чајна и Радан на којима су некада била насеља, старо гробље и друго).
По предању Радујевац се пре 200-300 и више година засновали становници три суседна насеља у Селишту, Чајни и Радану, која су била у атару садашњег села, у којима је било 20-30 „бурдеља“, а чије је порекло непознато. Сматрало се да су се доселили из Видинског пашалука и Влашке . Премештању у садашњи Радујевац највише су допринеле економске прилике. Лађе, које су овде пристајале и док није било села а када је установљен „карантин“ још су се дуже времена задржавале, те су се указале прилике за продавање намирница. Како, због даљине поменутих места, становништво није било у могућности да на време доносе намирнице, то је било принуђено да се премести ближе, те је тако основан Радујевац.
Први пут се помиње у турским пописима (1530. године) као насеље са 22 куће. Године 1586. је имало 16 кућа, а 1736 - 80 кућа.
Поред Радујевца су се налазила села Негуриче, Преход и Ивковче. Током 18. века ова села су нестала или су се стопила са становништвом Радујевца.
На аустријским картама, Лангеровој и карти Темишварски Банат, са почетка 18. века забележен је Radojewcaz-Radovevatz, а 1723. године имала 39 хлебова. Забележено је да је 1736. Радујевац имао 80 кућа а да је свештеник у селу Рабдин – Радбинђ служио у 50 домова. Ово последње двоимено село више се нигде не помиње а прича се да је некада било насеље Радан на истом месту. Село Raduj(ev)acz је забележено 1784. година а Радујевац је записан 1811. године. Године 1846. село је имало 252 куће, 1866. 335, а 1924. године 503 куће.
Данашње насеље је подељено на Горњи и Доњи крај.
У њима су између два светска рата живеле следеће фамилије: Горњаковићи или Горњешти (слава Петковица), Кицуловићи или Кицулешти (слава Свети Андреја), Добрићи (слава Свети Никола), Кацалојевићи (слава Петковица), Аметишти и Ђонешти (слава Мала Госпојина), Ђормешти (слава св. Никола), Никулешти (слава Петковица), Торнешти (слава Свети Никола), Мируешти (слава Петковица), Петрашковићи (слава Свети Никола), Арсеновићи или Арсенешти (слава Петковица), Палас (слава Свети Арханђео), Васиљевићи или Колцићи (слава Свети Никола), Домаћини (слава Петковица), Мезерићи или Черчелићи (слава Петковица), Фируловићи или Ђовандијевићи (слава Петковица), Табаковићи (слава Свети Никола), Панићи или Панешти (слава Петковица), Рошогићи (слава Петковица), Мокофићи (слава Свети Арханђео), Малшешти (слава Петковица), Цикуловићи или Цикулешти (слава Свети Андреја), Шљивићи или Прунешти (слава Петковица), Андријешти (слава Петковица), Стојановићи (слава Свети Никола), Пешкирешти (слава Петковица), Попешти (слава Петковица), Зајачарановићи (слава Свети Никола), Гочићи или Гогешти (слава Петковица), Мариџијевићи (слава Свети Никола), Митриновићи (слава Митровдан), Грекулићи или Грекулешти (слава Свети Никола), Барбојевићи или Барбојешти (слава Петковица), Бугарчићи или Бугарешти (слава Свети Никола), Кошовљани (слава Свети Јован), Унгурјани (слава Свети Тодор), Праховљани (слава Петковица), Радулешти (слава Свети Арханђео), Ђурићи (слава Свети Врачи), Новазаревићи (слава Свети Никола), Царани (слава Петковица), Владићи (слава Свети Арханђео), Шишковићи, Магурјановићи и Флочићи (слава Петковица), Пачићи (слава Митровдан), Анђелићи (славаСвети Никола), Јанковићи (слава Петковица), Фајдићи (слава Петковица), Глогођановићи (слава Велика Госпојина), Усти (слава Свети Никола) и Јовановићи (слава Свети Никола).
Заветина у насељу је Спасовдан.
Православни храм у насељу је постојао и у 18. веку (1736. године), док је црква посвећена Вазнесењу Господњем саграђена 1910. године.
Становништво Радујевца је православно, национално се изјашњава као српско, влашко и румунско, а антропогеографским и етнолошким проучавањима сврстано је у влашка насеља.
Године 1921. године имало је 503 кућа и 2.879 становника, 1948 - 618 кућа и 2.708 становника, а 2002. године 833 кућа и 1.625 становника. Године 2007. у иностранству из овог насеља ради 831 становник (у Аустрији 576, Немачкој 152 и Швајцарској 60).
Основна школа Павле Илић Вељко у насељу је почела са радом 1851. године. Школске 2006/2007. године је имала 71 ученика.
Све док није у суседном насељу Прахово отворено пристаниште и железничка станица, у Радујевцу је било главно пристаниште за Неготин и за целу јужну Крајину.
Земљорадничка задруга у Радујевцу је основана 1899. године. (обновљена 1947. године). У периоду од 1950. до 1953. године у Радујевцу је радила и Сељачка радна задруга „Петар Стамболић“ (престала са радом одлуком скупштине задругара). Електричну расвету Радујевац добија 1954. године, Дом културе 1949-1955, а пут и телефонске везе са светом 1982. године.

## Демографија
Према последњем попису из 2022. године у Радујевцу је живело 735 становника што је за 476 мање у односу на 2011. када је на попису било 1211 становника. У насељу живи 666 пунолетних становника, а просечна старост становништва износи 56,33 година (54,29 код мушкараца и 58,24 код жена).
Према подацима пописа из 2022. у насељу има 308 домаћинства, а просечан број чланова по домаћинству је 2,39 а према истом попису у насељу има 1005 стамбених јединица од којих је 472 насељених.
Ово насеље је углавном насељено Србима(према попису из 2002. године), а у последња три пописа, примећен је пад у броју становника.
|  |

| Демографија | Демографија | Демографија |
| Година      | Становника  | Становника  |
| ----------- | ----------- | ----------- |
| 1948.       | 2.708       |             |
| 1953.       | 2.700       |             |
| 1961.       | 2.767       |             |
| 1971.       | 2.799       |             |
| 1981.       | 2.866       |             |
| 1991.       | 2.715       | 2.152       |
| 2002.       | 735         | 2.467       |

| Етнички састав према попису из 2002.‍ | Етнички састав према попису из 2002.‍ | Етнички састав према попису из 2002.‍ | Етнички састав према попису из 2002.‍ | Етнички састав према попису из 2002.‍ |
| ------------------------------------ | ------------------------------------ | ------------------------------------ | ------------------------------------ | ------------------------------------ |
|                                      |                                      |                                      |                                      |                                      |
| Срби                                 | Срби                                 |                                      | 1.327                                | 86,16%                               |
| Власи                                | Власи                                |                                      | 143                                  | 9,28%                                |
| Румуни                               | Румуни                               |                                      | 16                                   | 1,03%                                |
| Црногорци                            | Црногорци                            |                                      | 2                                    | 0,12%                                |
| Хрвати                               | Хрвати                               |                                      | 1                                    | 0,06%                                |
| Руси                                 | Руси                                 |                                      | 1                                    | 0,06%                                |
| непознато                            | непознато                            |                                      | 21                                   | 1,36%                                |

| Година пописа     | 1948. | 1953. | 1961. | 1971. | 1981. | 1991. | 2002. |
| ----------------- | ----- | ----- | ----- | ----- | ----- | ----- | ----- |
| Број домаћинстава | 618   | 611   | 630   | 600   | 574   | 532   | 467   |

| Број чланова      | 1  | 2   | 3  | 4  | 5  | 6  | 7  | 8 | 9 | 10 и више | Просек |
| ----------------- | -- | --- | -- | -- | -- | -- | -- | - | - | --------- | ------ |
| Број домаћинстава | 86 | 109 | 81 | 78 | 49 | 29 | 22 | 9 | 4 | 0         | 3,30   |

| Пол    | Укупно | Неожењен/Неудата | Ожењен/Удата | Удовац/Удовица | Разведен/Разведена | Непознато |
| ------ | ------ | ---------------- | ------------ | -------------- | ------------------ | --------- |
| Мушки  | 631    | 102              | 445          | 57             | 27                 | 0         |
| Женски | 732    | 80               | 430          | 187            | 35                 | 0         |
| УКУПНО | 1.363  | 182              | 875          | 244            | 62                 | 0         |

| Пол    | Укупно                    | Пољопривреда, лов и шумарство | Рибарство                            | Вађење руде и камена | Прерађивачка индустрија       |
| ------ | ------------------------- | ----------------------------- | ------------------------------------ | -------------------- | ----------------------------- |
| Мушки  | 310                       | 175                           | 1                                    | 0                    | 37                            |
| Женски | 168                       | 122                           | 0                                    | 0                    | 7                             |
| УКУПНО | 478                       | 297                           | 1                                    | 0                    | 44                            |
| Пол    | Производња и снабдевање   | Грађевинарство                | Трговина                             | Хотели и ресторани   | Саобраћај, складиштење и везе |
| Мушки  | 1                         | 13                            | 15                                   | 7                    | 31                            |
| Женски | 0                         | 0                             | 10                                   | 1                    | 0                             |
| УКУПНО | 1                         | 13                            | 25                                   | 8                    | 31                            |
| Пол    | Финансијско посредовање   | Некретнине                    | Државна управа и одбрана             | Образовање           | Здравствени и социјални рад   |
| Мушки  | 0                         | 1                             | 4                                    | 4                    | 3                             |
| Женски | 2                         | 3                             | 2                                    | 6                    | 10                            |
| УКУПНО | 2                         | 4                             | 6                                    | 10                   | 13                            |
| Пол    | Остале услужне активности | Приватна домаћинства          | Екстериторијалне организације и тела | Непознато            | Непознато                     |
| Мушки  | 2                         | 0                             | 0                                    | 16                   | 16                            |
| Женски | 1                         | 0                             | 0                                    | 4                    | 4                             |
| УКУПНО | 3                         | 0                             | 0                                    | 20                   | 20                            |

## Познате личности
- Слободан Домаћиновић
- Драган Домаћиновић